# Draft de l'NBA del 1996
El Draft de l'NBA de 1996 va ser el número 54 dels celebrats per l'NBA. Es va dur a terme el 26 de juny a East Rutherford, Nova Jersey. És considerat com un dels drafts que ha proporcionat jugadors amb més talent a l'NBA. De fet, la tercera part dels escollits en primera ronda han arribat a ser jugadors All Star. D'entre tots ells, cal destacar la presència de tres futurs membres del Basketball Hall of Fame, com són Kobe Bryant, Allen Iverson i Steve Nash.
El mànager general dels Lakers, Jerry West, havia estat testimoni del potencial i habilitats basquetbolístiques de Kobe als campus previs al draft. Immediatament després del draft, Bryant va expressar per mitjà del seu agent el desig de no jugar amb els Hornets. Quinze dies més tard, West va traspassar el seu pivot titular, Vlade Divac, als Hornets pel jove Bryant. Durant la seva primera temporada no va jugar molt, amb una mitjana de 7,6 punts, 1,9 rebots, 1,3 assistències i 15,5 minuts en 71 partits, 6 dels quals com a titular. Va signar 11,3 punts en els últims 13 partits de la temporada regular i 12,4 punts en els 26 partits en què va jugar no més de vint minuts. En l'All - Star Weekend va ser una de les estrelles, en primer lloc a causa al seu registre de 31 punts en el Schick Rookie Game, i posteriorment gràcies a guanyar el concurs de mats, on va aconseguir 49 dels 50 punts possibles. Bryant va aparèixer en els nou partits de playoffs disputats pels Lakers, des de la banqueta i amb una mitjana de 8,2 punts per partit. En el tercer partit de la primera ronda davant Portland Trail Blazers va marcar 22 punts, 31 i en el també tercer de les Semifinals de Conferència davant Utah Jazz va aportar-ne 19.

## Primera ronda
| Posició | Jugador                  | Nacionalitat | Equip de l'NBA | Universitat/Club                   |
| ------- | ------------------------ | ------------ | --- | ---------------------------------- |
| 1       | Allen Iverson (G)        | Estats Units | Philadelphia 76ers | Georgetown                         |
| 2       | Marcus Camby (C)         | Estats Units | Toronto Raptors | UMass                              |
| 3       | Shareef Abdur-Rahim (PF) | Estats Units | Vancouver Grizzlies | California                         |
| 4       | Stephon Marbury (PG)     | Estats Units | Milwaukee Bucks (traspassat a Minnesota a canvi dels drets de Ray Allen i una futura elecció en 1ª ronda)                | Georgia Tech                       |
| 5       | Ray Allen (SG)           | Estats Units | Minnesota Timberwolves (traspassat, a canvi d'una futura elecció en 1ª ronda, a Milwaukee pels drets de Stephon Marbury) | UConn                              |
| 6       | Antoine Walker (PF)      | Estats Units | Boston Celtics (des de Dallas)                                                                                           | Kentucky                           |
| 7       | Lorenzen Wright (C)      | Estats Units | Los Angeles Clippers | Memphis                            |
| 8       | Kerry Kittles (SG)       | Estats Units | New Jersey Nets | Villanova                          |
| 9       | Samaki Walker (PF)       | Estats Units | Dallas Mavericks (des de Boston)                                                                                         | Louisville                         |
| 10      | Erick Dampier (C)        | Estats Units | Indiana Pacers (des de Denver)                                                                                           | Mississippi State                  |
| 11      | Todd Fuller (C)          | Estats Units | Golden State Warriors | NC State                           |
| 12      | Vitaly Potapenko (C)     | Ucraïna      | Cleveland Cavaliers (des de Washington)                                                                                  | Wright State                       |
| 13      | Kobe Bryant (SG)         | Estats Units | Charlotte Hornets (traspassat als Lakers a canvi de Vlade Divac)                                                         | Lower Merion HS (Lower Merion, PA) |
| 14      | Predrag Stojaković (SF)  | Sèrbia       | Sacramento Kings | PAOK Salónica (Grècia)             |
| 15      | Steve Nash (PG)          | Canadà       | Phoenix Suns | Santa Clara                        |
| 16      | Tony Delk (SG)           | Estats Units | Charlotte Hornets (des de Miami)                                                                                         | Kentucky                           |
| 17      | Jermaine O'Neal (F/C)    | Estats Units | Portland Trail Blazers                                                                                                   | Eau Claire HS (Columbia, SC)       |
| 18      | John Wallace (PF)        | Estats Units | New York Knicks (des de Detroit)                                                                                         | Syracuse                           |
| 19      | Walter McCarty (PF)      | Estats Units | New York Knicks (des de Atlanta Hawks)                                                                                   | Kentucky                           |
| 20      | Zydrunas Ilgauskas (C)   | Lituània     | Cleveland Cavaliers | Atletas (Lituània)                 |
| 21      | Dontae Jones (PF)        | Estats Units | New York Knicks | Mississippi State                  |
| 22      | Roy Rogers (PF)          | Estats Units | Vancouver Grizzlies (des de Houston)                                                                                     | Alabama                            |
| 23      | Efthimios Rentzias (C)   | Grècia       | Denver Nuggets (des de Indiana)                                                                                          | PAOK Salónica (Grècia)             |
| 24      | Derek Fisher (PG)        | Estats Units | Los Angeles Lakers | Arkansas-Little Rock               |
| 25      | Martin Muursepp (PF)     | Estònia      | Utah Jazz (Traspassat a Miami a canvi d'una futura elecció en 1ª ronda)                                                  | Kalev Tallinn (Estònia)            |
| 26      | Jerome Williams (F)      | Estats Units | Detroit Pistons (des de San Antonio)                                                                                     | Georgetown                         |
| 27      | Brian Evans              | Estats Units | Orlando Magic | Indiana                            |
| 28      | Priest Lauderdale (C)    | Estats Units | Atlanta Hawks (from Seattle)                                                                                             | Peristeri (Grècia)                 |
| 29      | Travis Knight (C)        | Estats Units | Chicago Bulls (traspasado a los Lakers)                                                                                  | UConn                              |

## Segona ronda
| Posició | Jugador                   | Nacionalitat | Equip de l'NBA         | Universitat/Club         |
| ------- | ------------------------- | ------------ | ---------------------- | ------------------------ |
| 30      | Othella Harrington (PF/C) | Estats Units | Houston Rockets        | Georgetown               |
| 31      | Mark Hendrickson (PF)     | Estats Units | Philadelphia 76ers     | Washington State         |
| 32      | Ryan Minor (SG)           | Estats Units | Philadelphia 76ers     | Oklahoma                 |
| 33      | Moochie Norris (PG)       | Estats Units | Milwaukee Bucks        | West Florida             |
| 34      | Shawn Harvey (PG)         | Estats Units | Dallas Mavericks       | West Virginia State      |
| 35      | Joseph Blair (C)          | Estats Units | Seattle SuperSonics    | Arizona                  |
| 36      | Doron Sheffer (SG)        | Israel       | Los Angeles Clippers   | UConn                    |
| 37      | Jeff McInnis (G)          | Estats Units | Denver Nuggets         | North Carolina           |
| 38      | Steve Hamer (C)           | Estats Units | Boston Celtics         | Tennessee                |
| 39      | Russ Millard (PF)         | Estats Units | Phoenix Suns           | Iowa                     |
| 40      | Marcus Mann (PF)          | Estats Units | Golden State Warriors  | Mississippi Valley State |
| 41      | Jason Sasser (SF)         | Estats Units | Sacramento Kings       | Texas Tech               |
| 42      | Randy Livingston (SG)     | Estats Units | Houston Rockets        | LSU                      |
| 43      | Ben Davis (PF)            | Estats Units | Phoenix Suns           | Arizona                  |
| 44      | Malik Rose (PF)           | Estats Units | Charlotte Hornets      | Drexel                   |
| 45      | Joe Vogel (C)             | Estats Units | Seattle SuperSonics    | Colorado State           |
| 46      | Marcus Brown (G)          | Estats Units | Portland Trail Blazers | Murray State             |
| 47      | Ron Riley (SG/SF)         | Estats Units | Seattle SuperSonics    | Arizona State            |
| 48      | Jamie Feick (PF)          | Estats Units | Philadelphia 76ers     | Michigan State           |
| 49      | Amal McCaskill (C)        | Estats Units | Orlando Magic          | Marquette                |
| 50      | Terrell Bell (C)          | Estats Units | Houston Rockets        | Georgia                  |
| 51      | Chris Robinson (SG)       | Estats Units | Vancouver Grizzlies    | Western Kentucky         |
| 52      | Mark Pope (PF)            | Estats Units | Indiana Pacers         | Kentucky                 |
| 53      | Jeff Nordgaard (SF)       | Estats Units | Milwaukee Bucks        | Wisconsin-Green Bay      |
| 54      | Shandon Anderson (SF)     | Estats Units | Utah Jazz              | Georgia                  |
| 55      | Ronnie Henderson (SG)     | Estats Units | Washington Bullets     | LSU                      |
| 56      | Reggie Geary (SG)         | Estats Units | Cleveland Cavaliers    | Arizona                  |
| 57      | Drew Barry (PG)           | Estats Units | Seattle SuperSonics    | Georgia Tech             |
| 58      | Darnell Robinson (C)      | Estats Units | Dallas Mavericks       | Arkansas                 |

## Jugadors destacats no seleccionats
- Chucky Atkins (PG), South Florida
- Adrian Griffin (SG/SF), Seton Hall
- Erick Strickland (SG), Nebraska
- Ben Wallace (PF), Virginia Union